# Chitosan
Chitosanul este o polizaharidă care se realizează din chitină - substanță rezultată în urma procesului de tratare a carapacelor de creveți, precum și a altor crustacee, cu hidroxid de sodiu. Spre exemplu o carapace de crab conține 25 procente chitină și 75 procente carbonat de calciu. A fost folosit la reducerea nivelului de colesterol.

## Utilizări
Chitosanul a beneficiat de un număr mare de utilizări comerciale și, în egală măsură, biomedicale. Acesta poate fi folosit în agricultură, pentru tratarea semințelor și ca biopesticid, ajutând plantele să lupte împotriva infecțiilor fungice. În vinificație este utilizat pentru a preveni alterarea vinului. Pe scară industrială este de asemenea utilizat în procesele de filtrare a apei.
Fiind considerat un bun hemostatic, chitosanul este util în medicină crearea unor bandaje destinate reducerii sângerării cât și ca un agent antibacterian, fiind utilizat cu deosebire în tratarea afecțiunilor sau sângerărilor gingivale. Este de asemenea anticancerigen.
Oarecum controversat, chitosanul s-a afirmat prin rolul său în limitarea absorbției de grăsime, ceea ce îl face util pentru dietă, neexistând încă probe care să contrazică acestă proprietate specială a chitosanului. Astfel, chitosanul s-a dovedit din ce în ce mai utilizat în susținerea eforturilor de scădere în greutate datorită proprietăților sale care reduc absorbția grăsimilor la nivelul intestinelor.